# George Apostu
George Apostu (n. 20 decembrie 1934, Stănișești, Bacău, România – d. 13 octombrie 1986, Paris, Franța) a fost un sculptor român.

## Biografie
A absolvit în 1959 Institutul de Arte Plastice „Nicolae Grigorescu” din București, unde a studiat sculptura cu Ion Lucian Murnu, Constantin Baraschi și Boris Caragea.
Începând cu 1964 și până când s-a stins din viață, George Apostu a avut numeroase expoziții personale în România și în străinătate (Franța, Belgia, Italia, Spania, Brazilia, India etc.). În 1982 a emigrat în Franța și a fost exclus din UAP. În 1983 i se atribuie un atelier de creație de către primăria orașului Paris.
Încă din primii ani ai producției sale artistice, Apostu a găsit în creația populară - în deosebi în sculptura în lemn sau piatră și în piesele de etnografie - temeiurile inovației stilistice, drumul spre modalități de expresie eliberate de clișeele și convențiile unui realism îngust, academizant. Apelul la izvoarele artei populare a fost făcut de pe pozițiile unei concepții originale, rezultat al culturii plastice și al temperamentului său, care are forța să individualizeze forme de largă circulație, să supună întregul material imaginativ al operei la o matrice stilistică personală. Prin acest mod creator de raportare la valorile patrimoniale, Apostu a dovedit că și-a însușit esența lecției lui Constantin Brâncuși. Realizează sculpturi în aer liber la Grenoble, 1967; Măgura, 1970, 1975; Costinești, 1972; Voroneț, 1972; Balta Albă-București, 1972.
Unul din cele mai cunoscute cicluri ale sale, „Tatăl și Fiul”, constituie o prelucrare sculpturală a vechiului motiv al „arborelui vieții”, starea de comunicare dintre elementul uman și cel vegetal făcând posibilă reactualizarea mitului regenerării organice. Alte cicluri - „Laponele”, „Fluturi” - dezvoltă sugestii formale ale artefactului țărănesc, ale căror morfologii preiau în mod firesc datele naturii vii.
În ultimii ani ai vieții, George Apostu trece de la păgânismul declarat al primelor sale lucrări, angajate în dialogul cu acel fond ecumenic neolitic la care se referea Mircea Eliade, și care îl inspirase și pe Constantin Brâncuși, aducând tema tatălui și fiului în aria de semnificație creștină.
George Apostu a fost distins în 1966 cu premiul Ioan Andreescu al Academiei Române, în 1970 cu marele premiu pentru sculptură al Uniunii Artiștilor Plastici din România.
Este înmormântat în zona de sud a cimitirului Père-Lachaise din Paris.

## Distincții
A fost distins cu Ordinul Meritul Cultural clasa a II-a (1971) „pentru merite deosebite în opera de construire a socialismului, cu prilejul aniversării a 50 de ani de la constituirea Partidului Comunist Român”.

## Premii[5]
- 1964 - Premiul I pentru sculptură al UAP
- 1966 - Premiul „Ion Andreescu” al Academiei Române
- 1968 - „Meritul Cultural” clasa a III-a
- 1970 - Marele Premiu pentru sculptură al UAP
- 1971 - Premiul revistei Săptămâna, Premiul Comitetului de Stat pentru Cultură și Artă
- 1981 - Premiul UAP pentru artă monumentală

## Zona Apostu
În anul 2001, în Parcul Kiseleff din București a fost organizată „Zona Apostu”, care reprezintă un ansamblu sculptural de opt lucrări, unele dintre ele transpuse în bronz după originalele în lemn și piatră artificială.

## Expoziții
Expoziții personale:
- 1964 - Grădina Casei Ziariștilor, București;
- 1966 - Galeria de Artă a Uniunii Artiștilor Plastici, filiala Cluj-Napoca;
- 1967, 1973 - Galeria Raymonde Cazenave, Paris, Franța;
- 1968 - Castelul Charlottenburg, Copenhaga, Danemarca;
- 1969 - Vrö, Danemarca;
- 1970 - Fine Arts Palace, Bruxelles, Belgia;
- 1970 - Galeria Vysokie Myasto, Praga, Cehia;
- 1970 - Galeria Apollo, București;
- 1971 - Galeria Taidehalli, Helsinki, Finlanda și Galeria Apollo, București;
- 1973 - Galeria Raymonde Cazenave, Paris, Franța;
- 1974 - Galeria Apollo, București;
- 1976 - Muzeul de Artă Vizuală, Galați;
- 1978 - Galeria Sipca, Sofia;
- 1979 - Muzeul de Artă, Bacău;
- 1982 - Fundația Pagani, Milano, Italia;
- 1985 - Galeria Anne et J.C. Lahumière, l‛espace ACNAV, Paris, Franța;
- 1986 - Galeria Le Portail à roulletes, Paris, Franța;
- 1988 - Carcassone, Franța (retrospectivă postumă);
- 2000 - MIAMB, București;
- 2001 - Galeria 3/4, Teatrul Național București.

Expoziții de grup:
- 1957 - Festivalul Mondial al Tineretului, Moscova, Rusia;
- 1962 - Sala Dalles, București;
- 1963 - Expoziția tinerilor artiști - Paris, Franța și Galați;
- 1965, 1970 - Bienala La Jeune sculpture, Paris, Franța;
- 1966 - Expoziția artiștilor plastici, Londra, Marea Britanie;
- 1966 - Expoziția Națională, București;
- 1967 - Expoziția Internațională în aer liber, Middelheim Anvers, Belgia;
- 1967 - Expoziția cu ocazia Colocviului Brâncuși, București;
- 1968 - Fundația Pagani, Legnano-Castellanza, Italia;
- 1968 - Expoziția Internațională de sculptură în aer liber, Legnano, Italia;
- 1969 - Bienala Internațională de la Sao Paulo, Brazilia;
- 1969 - Sala Galeriilor de Artă, București;
- 1969 - Expoziția Opt artiști românii, Haga, Olanda;
- 1970, 1976, 1980 - Bienala de la Veneția, Italia;
- 1970 - Bronzuri unice, Madrid, Barcelona, Spania;
- 1971 - Bienala de Sculptură Mică, Mücsarnok, Budapesta, Ungaria;
- 1971 - La Jeune Sculpture, Paris, Franța;
- 1972 - Lemn și tehnologie, Sala Dalles, București;
- 1972 - Expoziția Arta plastică românească din secolul al XX-lea, Varșovia, Polonia;
- 1972 - Galeria Pulchri studio, Haga, Olanda;
- 1972 - Expoziția de artă decorativă românească, Budapesta, Ungaria;
- 1972 - Congresul Internațional de Estetică, București;
- 1972 - Sala Ateneu și Sala Dalles, Bienala de Pictură și Sculptură, București;
- 1973 - Expoziția de artă decorativă, Belgrad, Serbia;
- 1974 - Quadrienala de la Erfurt, Germania;
- 1974 - Expoziția de artă decorativă românească, Moscova, Rusia;
- 1974 - Expoziția de sculptură românească contemporană, Ernst Muzeum, Budapesta, Ungaria;
- 1974 - Muzeul de Arheologie, Varșovi, Polonia;
- 1974 - Galeria Nouă, București;
- 1974 - Congresul al XI-lea al P.C.R., Craiova;
- 1975 - Plastik und Blumen, Berlin, Germania;
- 1975 - Expoziția românească de forme sculpturale mici, Varșovia, Polonia;
- 1975 - Muzeul Galliéra Hommage de la sculpture roumaine contemporaine à Brancusi, Paris, Franța;
- 1975 - Bienala de la Veneția, Italia;
- 1976 - Expoziția Magistralele socialismului, București;
- 1976 - Arta și natura, Galeria Nouă, București;
- 1977 - Bienala de Sculptură Mică, Padova, Italia;
- 1977 - Țărănimea - puternică forță socială și revluționară, Galeria Simeza, București;
- 1977 - Sculptura românească din secolul al XX-lea, Galeria Tretiakov, Moscova, Rusia;
- 1979 - Trienala de pictură și sculptură, New Delhi, India;
- 1979 - Bienala Internațională de sculptură în aer liber Muzeul Skironio, Atena, Grecia;
- 1979 - Expoziția de grup de sculptură și artă decorativăi, Plovdiv, Bulgaria;
- 1979 - A 35-a aniversare a Eliberării, Bucureșt;
- 1979, 1981, 1985 - Bienala de Sculpturã, Muzeul Skironio, Atena, Grecia;
- 1980 - 2050 de ani de la crearea statului dac, București;
- 1980 - Expoziție de sculptură românească contemporană, Moscova; Praga; Bratislava; Rostock;
- 1981 - Bienala Internațională, Muzeul Skironio, Atena, Grecia;
- 1981 - Expoziție de artă contemporană românească, Montréal, Canada;
- 1982 - Quadrienala de artă decorativă a țărilor socialiste, Erfurt, Germania;
- 1983, 1984, 1985 - Salon des grands et jeunes artistes d’aujourd’hui, Salon de Mai, Paris, Franța;
- 1983, 1985  Salon de Mai, Paris, Franța;
- 1985 - Femina, organizată de UNESCO în memoria Alice Penalba, Paris, Franța;
- 1985 - Les Mille et Une Nuits, Centrul Cultural, Boulogne, Franța;
- 1985 - Les Têtes de l’Art, Galeria Gérard Laubie, Paris, Franța;
- 1985 - Salon d’Art Sacré, Paris, Franța;
- 1985 - Cent sculpteurs face au public, Centrul Cultural din Boulogne, St. Cloud;
- 1986 - Salon de mai; Salon d‛Art Sacré; Salon réalités nouvelles, Paris și Association pour le développement des arts à Colliure, Château royal de Collioure, Franța.

Simpozioane:
- 1967 - Grenoble, Franța;
- 1970,1975 - Măgura, Buzău;
- 1973 - Siklos, Ungaria;
- 1974 - Lindabrunn, Austria;
- 1976 - Austria și Krapina, Iugoslavia;
- 1978 - Suwako, Japonia;
- 1979 - Galați și Zarand, Ara;
- 1981 - Brăila;
- 1985 - Aix-en-Provence, Franța.[10]